# Campodorus liosternus
Campodorus liosternus là một loài tò vò trong họ Ichneumonidae.